# 私立専願
私立専願（しりつせんがん）とは、日本で大学や高等学校の入学試験の際に、国公立の大学や高等学校を受験せず、私立の大学や高等学校のみに出願すること。「合格したら必ず入学する」ことを前提とした受験出願。

## メリット
大学の場合、国公立大学の大多数は独自の二次試験に加えて大学入学共通テストの5教科7科目の受験を課しており、文系（理系）志望者でも理系（文系）の科目を含む幅広い分野の多数の教科の学習が必要である。これに対して、私立大学は一般に受験科目が1-3教科程度と少ない学校が多く、得意科目に絞った学習や、短期間での集中的な学習が比較的しやすいという特徴がある。

## 国公立専願
1990年代には高校全入が全都道府県の目標となっていたため、必ず通信制、定時制、全日制の公立高校を勧められ、行く意思がなくとも私立高校の滑り止めを受けさせられる地方が多数のため、高校入試私立専願の母集団は稀である。ただし、対極のキーワードとして国公立専願が見られる。
国公立大学専願あるいは国公立大学単願というキーワードはあまり見られないが、所得水準の低い地方では顕著に見られる傾向である。受験産業の確立した高い所得水準を誇る地方(首都圏、京阪神)ではほとんど確認されない。